# Siproeta

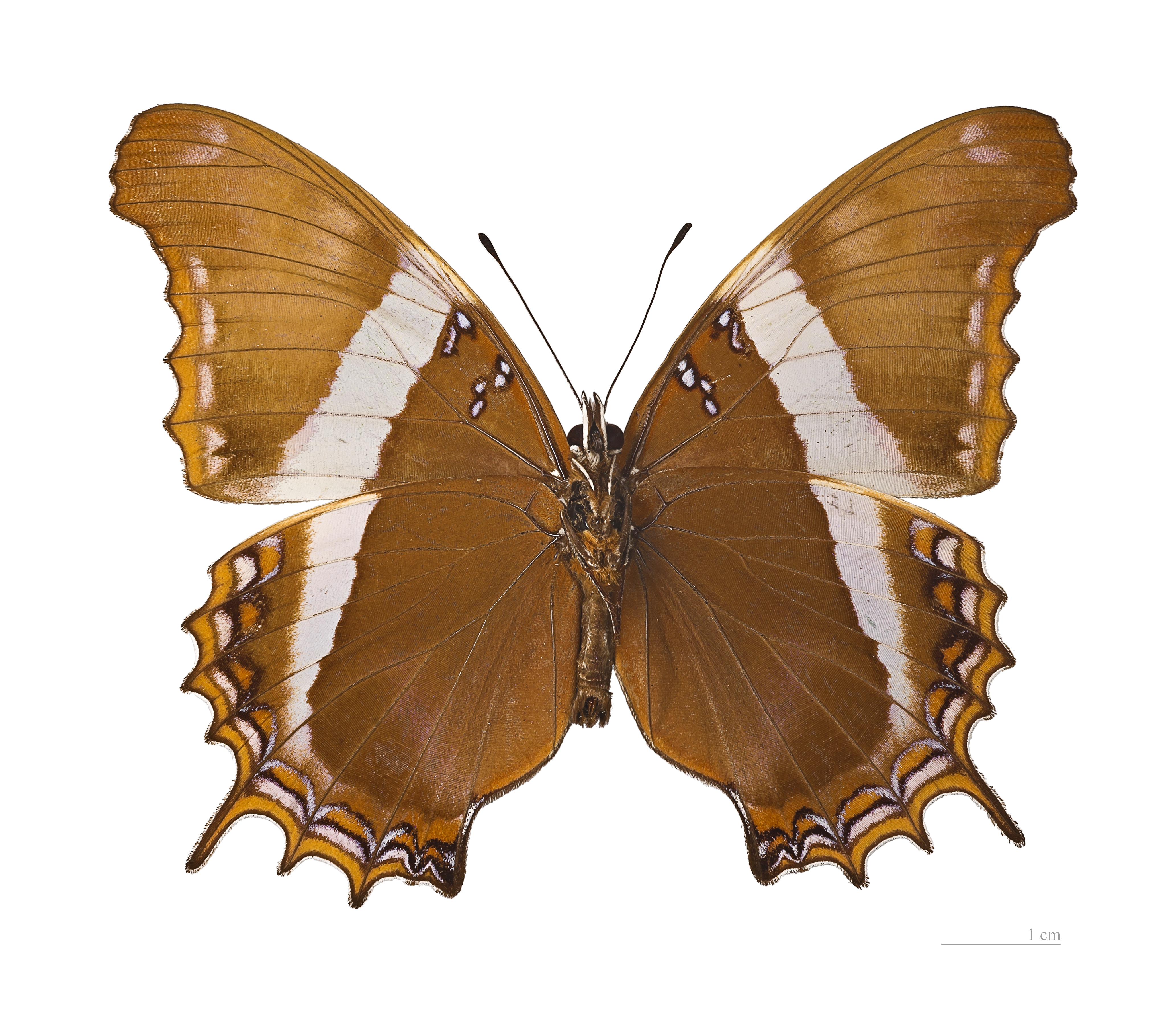
Siproeta superba

Siproeta chi bướm trong họ Bướm giáp được tìm thấy ở Trung Mỹ, Caribbean, và Nam Mỹ.

## Các loài
Có ba loài được công nhận:
- Siproeta epaphus (Latreille, 1813)
- Siproeta stelenes (Linnaeus, 1758)
- Siproeta superba (Bates, 1864)